# Escut de la Pera

Escut oficial de la Pera

L'escut oficial de la Pera té el següent blasonament: 
Escut caironat: d'or, un castell de sable tancat de gules sobremuntat d'una creu grega patent convexada de gules i acompanyat de 2 peres de sinople. Per timbre, una corona mural de poble.

## Història
Va ser aprovat el 7 d'octubre de 1991 i publicat al DOGC el 16 del mateix mes amb el número 1506.
S'hi veu el castell de Púbol (actualment museu dedicat al seu últim resident, Salvador Dalí), dues peres a banda i banda (un element parlant relatiu al nom de la localitat, tot i que realment prové del llatí petra, 'pedra') i una creu que representa sant Isidre, el patró del poble.